# Ana Kipiani
Ana Kipiani (géorgien : ანა კიპიანი) est une pianiste géorgienne de musique classique née en Géorgie en 1994.

## Biographie
Ana Kipiani commence l'étude du piano à la Central Music School de Tbilissi (Géorgie).
Elle est remarquée en 2007 par le pianiste et pédagogue Michel Sogny. Il l'invite alors à travailler sous sa direction et suivre sa méthode dans le cadre de la fondation SOS Talents. À ce titre, elle participe en 2008 au concert de gala de la fondation à l'Hôtel Marcel Dassault à Paris.
En 2010 à l'Académie du Festival de Verbier (Suisse), elle remporte toutes les récompenses, et se voit remettre alors le titre - créé pour elle - d'« Ambassadrice » du festival. Elle donne de nombreux concerts dans le cadre de la fondation SOS Talents, et notamment un récital au Concertgebouw d'Amsterdam. Elle déclare à propos de la formation qu'elle a suivie dans le cadre de la fondation : « Je dois à Michel Sogny les plus belles années de ma formation pianistique (...) Ses œuvres didactiques de sa méthode ont littéralement construit ma technique pianistique ».
Elle poursuit ses études à Moscou avec la pianiste Elisso Virssaladze.
Elle remporte de nombreuses récompenses internationales, dont le premier prix de l'International Piano Competition María Herrero.
Elle se produit aujourd'hui dans de nombreux festivals en Europe,,.